# Unplugged (album Erica Claptona)
Unplugged – album Erica Claptona, nagrany i wydany w 1992 roku. Składa się utworów zarejestrowanych w czasie koncertu z serii MTV Unplugged w Anglii.
Zawiera akustyczne wersje zarówno hitu "Tears in Heaven" i mocno przerobioną piosenkę "Layla". Clapton zdobył sześć Nagród Grammy m.in. za album w tym nagranie roku, album roku, piosenka roku. Utwór "Tears in Heaven" zdobył trzy z sześciu nagród. W 2000 roku magazyn Q umieścił ten album na 71 miejscu na liście 100 Greatest British Albums. Płyta wielokrotnie pokryła się platyną.
Clapton grał ten koncert przy małej publiczności w Bray Film Studios w Windsorze w Anglii.
Album w Polsce uzyskał status złotej płyty.

## Lista utworów
1. "Signe" – 3:13
2. "Before You Accuse Me" (Ellas McDaniel) – 3:36
3. "Hey Hey" (Big Bill Broonzy) – 3:24
4. "Tears in Heaven" (Clapton, Will Jennings) – 4:34
5. "Lonely Stranger" – 5:28
6. "Nobody Knows You When You're Down and Out" (Jimmy Cox) – 3:49
7. "Layla " (Clapton, Jim Gordon) – 4:40
8. "Running on Faith" (Jerry Lynn Williams) – 6:35
9. "Walkin' Blues" (Robert Johnson) – 3:37
10. "Alberta" (Traditional) – 3:42
11. "San Francisco Bay Blues" (Jesse Fuller) – 3:23
12. "Malted Milk" (Robert Johnson) – 3:36
13. "Old Love" (Clapton, Robert Cray) – 7:53
14. "Rollin' and Tumblin'" (Muddy Waters) – 4:10

## Listy sprzedaży
| Lista           | Kraj              | Pozycja |
| --------------- | ----------------- | ------- |
| Billboard 200   | Stany Zjednoczone | 1       |
| UK Albums Chart | Wielka Brytania   | 2       |